# Maria Martens

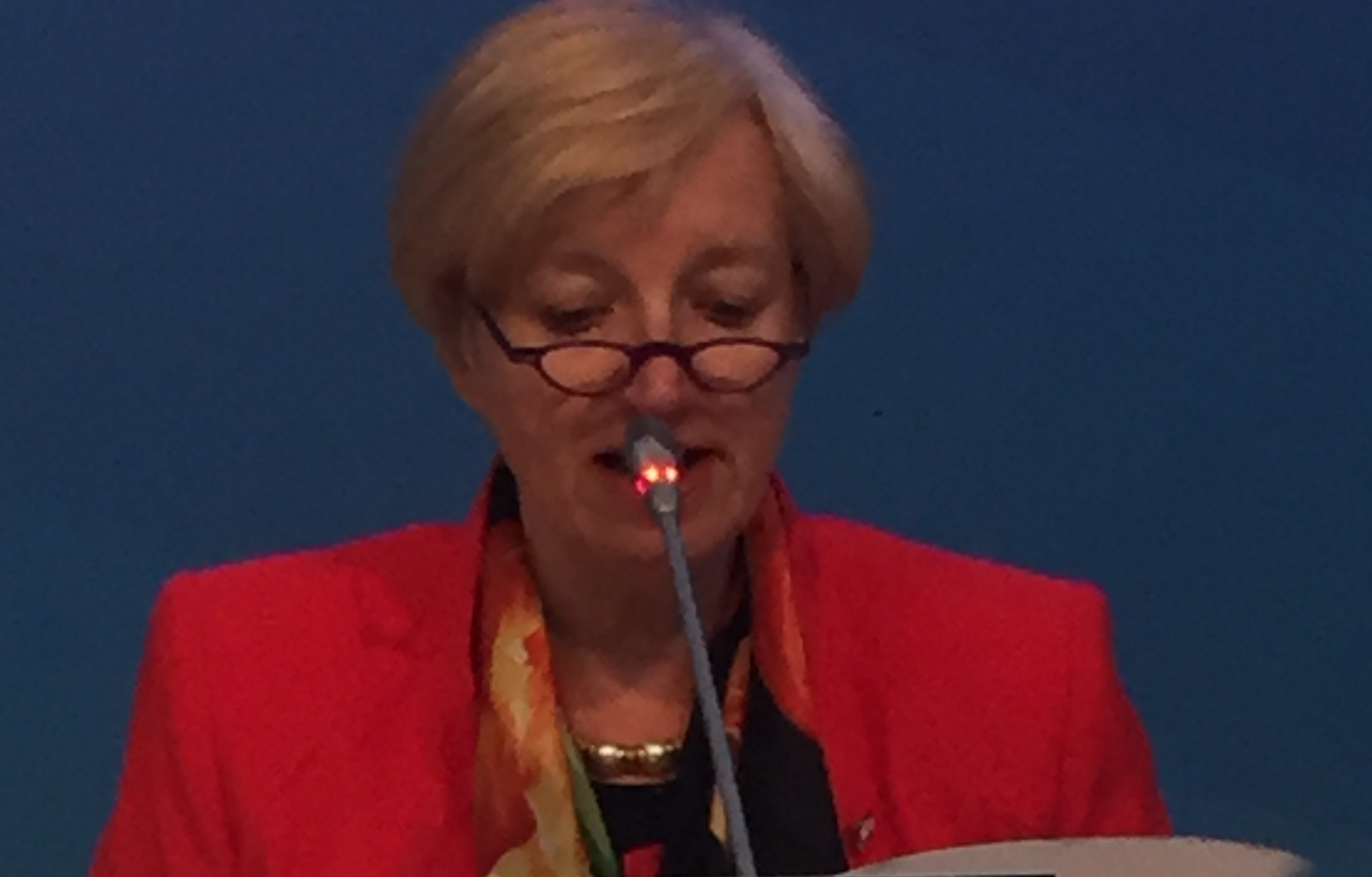

 Maria Martens (* 8. Januar 1955 in Doetinchem) ist eine niederländische Politikerin der Christlich-Demokratischen Partei (CDA).

## Leben
Nach einem Hochschulabschluss 1984 in Theologie und Marketing arbeitete Maria Martens als Dozentin für Weltanschauungen. Von 1984 bis 1988 war sie als Sekretärin für Auslandsangelegenheiten im Niederländischen Missionsrates und von 1988 bis 1999 als Studiensekretärin des Verbands der katholischen Sozialorganisationen tätig. Überschneidend war sie von 1996 bis 2000 Vorsitzende des bischöflichen Ausschusses der Niederlande für das Jahr 2000. Seit 1998 sitzt sie zudem als Mitglied des Verwaltungsrats der Katholischen Theologischen Universität Utrecht.
Martens wurde zum Ritterin des Ordens von Oranien-Nassau ernannt (2009) und mit dem Päpstlichen Gregoriusorden (2024) ausgezeichnet.

## Politik
Sie ist Vorsitzende der CDA Nijmegen sowie Mitglied des Parteirats. Innerhalb der Partei ist sie zudem Mitglied der Zeitschriftenredaktion von „CD Verkenningen“. Seit 1999 sitzt sie als Abgeordnete im Europäischen Parlament. Dort sitzt sie im Entwicklungsausschuss und ist Mitglied der Delegation in der Paritätischen Parlamentarischen Versammlung (AKP-EU). Sie ist Mitglied der EU-Parlamentsfraktion Europäische Volkspartei – Europäische Demokraten und sitzt dort im Vorstand.